# Respublica (korporacja)
Korporacja Akademicka Respublica, założona 1922 roku, skupia studentów i absolwentów uczelni wyższych w Warszawie.
Dewiza korporacji brzmi decore diligentia ac doctrina, co tłumaczy się: dobrą sławą, pilnością i nauką. Respublica kandydowała przy korporacji Arkonia.
Respublica przyjęła specyficzne, odrębne od innych polskich korporacji nazewnictwo kategorii członków korporacji. Kandydat na pełnoprawnego członka to laik, czynny student to mistrz, zaś absolwent przyjmuje tytuł weterana. W Respublice nie korzysta się również z popularnych w innych korporacjach nazw: "dekiel" czy "banda". Zastąpiono jej polskimi: "czapką" i "wstęgą". Respublica została stworzona na wzór małego państwa. Miała być "Rzecząpospolitą" nie tylko z nazwy, lecz również z ducha, posiadając formy organizacyjne na wzór ustroju państwowego. W Respublice dość wyraźnie widoczny jest podział władz na ustawodawczą, wykonawczą oraz sądowniczą. Władzę ustawodawczą w Respublice sprawuje Zgromadzenie Mistrzów, władzę wykonawczą Wielki Mistrz wraz ze Strażą, pełniącą funkcją swoistej rady ministrów, zaś władzę sądowniczą: Trybunał Korporacyjny oraz Kapituła Senatorska (wyjątkowo – sądowe posiedzenie Zgromadzenia Mistrzów).
Od 16 czerwca 2005 honorowym weteranem korporacji Respublica jest dr Marek Jan Chodakiewicz.

## Historia
Korporacja Akademicka Respublica, została założona 22 stycznia 1922 roku z inicjatywy łodzian studiujących w Warszawie (Uniwersytet Warszawski, Politechnika Warszawska, Wyższa Szkoła Handlowa. Wśród założycieli byli: Franciszek Szwajdler, Czesław Bajer, Alfred Ziegler, Ryszard Ziegler, Kurt Klikar, Antoni Newe, Antoni Hermel, Alfons Grapów, Bohdan Grodzicki. W uroczystości powstania korporacji Respublica uczestniczyli korporanci z innych starszych Korporacji: Arkonii, Welecji, Jagielloni, Sarmatii, Patrii.
Korporacja Respublica już w maju 1922 roku stała się członkiem Związku Polskich Korporacji Akademickich (ZPK!A), w dużej mierze dzięki poparciu korporacji Arkonia, która "matkowała" jej w początkowym okresie istnienia. Korporacja Respublica pozostała w Związku do wybuchu wojny a jej członkowie pełnili różne funkcje we władzach ZPK!A.

### II wojna światowa i okres PRL
Wybuch II wojny światowej przerwał oficjalną działalność korporacji na długie lata. Wielu respublikanów podzieliło losy najlepszych synów Rzeczypospolitej, walcząc i ginąc za Polskę na wielu frontach. Ginęli w Katyniu, powstaniu warszawskim, walczyli w armii gen. Andersa, dzielili los więźniów obozów koncentracyjnych.
Po zakończeniu wojny, pod rządami komunistycznego totalitaryzmu, Respublica podobnie jak wszystkie pozostałe korporacje nie mogła działać oficjalnie. Ci, którzy przeżyli i pozostali w kraju, spotykali się nieoficjalnie przez cały ten okres. Czasami w radosnej atmosferze przy okazji kolejnych rocznic powstania korporacji, ale także przy okazji smutnych wydarzeń, którymi były pogrzeby kolejnych respublikanów.
Znaczna część respublikanów, w obliczu przejęcia władzy w Polsce przez komunistów, nie wróciła po wojnie do Polski podzielając emigracyjne losy tysięcy Polaków. W miarę możliwości utrzymywała jednak kontakty z pozostającymi w Polsce respublikanami. Często też wspierała będących w potrzebie dając wyraz wierności idei dozgonnej przyjaźni korporacyjnej. Z oczywistych względów, w tym czasie Korporacja nie prowadziła naboru nowych członków. Wyjątkiem jest tu przypadek weterana Jana Wilczyńskiego, który będąc synem przedwojennego respublikanina Jerzego Wilczyńskiego po wstąpieniu na studia został w 1955 roku przyjęty do Respubliki. Weteran jest z nami do dzisiaj będąc łącznikiem między okresem międzywojennym, okresem PRL-u a teraźniejszością.

### Reaktywacja i wznowienie czynnej działalności
Upadek komunizmu i odzyskanie przez Polskę niepodległości stworzył warunki i nadzieję na wznowienie działalności korporacyjnej. W połowie 1994 roku siedmiu studentów, głównie nauk politycznych na Uniwersytecie Warszawskim za pełną zgodą i przy pomocy przedwojennych filistrów: Wiesława Eysymontta, Henryka Sadowskiego, Jana Wilczyńskiego rozpoczęła etap szkoleń i przygotowania do reaktywacji korporacji Respublica.
Uroczysta reaktywacja dokonała się na komerszu 21 stycznia 1995 roku dzięki pomocy korporacji Sarmatia. Wówczas to ośmiu studentów złożyło na ręce ostatniego przedwojennego kanclerza (wiceprezesa) Henryka Sadowskiego ślubowanie korporacyjne i otrzymało barwy respublikańskie stając się pełnoprawnymi członkami korporacji Respublica. Pierwszym prezesem odrodzonej Respubliki został Piotr Czajka.

## Insygnia i odznaki

### Barwy korporacji
- Fiolet
- Srebro
- Czerwień

### Cyrkiel
Cyrkiel korporacyjny, oprócz herbu, logo każdej Korporacji.

Noszony przypięty do klapy marynarki oraz używany w podpisach tuż przy nazwisku.

Zawiera w sobie pierwszą literę nazwy Korporacji oraz łacińską frazę korporacyjną "vivat, crescat, floreat N. in æternum!"

Jest więc nie tylko znakiem przynależności członka do danej Korporacji, ale także życzeniem używającego go korporanta, aby jego Korporacja żyła, wzrastała i rozkwitała na wieki (tak tłumaczona jest, przytoczona wyżej, łacińska sekwencja).
Cyrkiel informuje również o tym, czy Korporacja pieczętująca się takowym jest "duelancka" czy "antyduelancka" (od niem. duell czy ang. duel – pojedynek).

Elementem różnicującym jest tutaj wykrzyknik – napisany w zwykły sposób mówi o "duelanckości", natomiast wykrzyknik "złamany" świadczy o "antyduelanckości" Korporacji, czyli o formalnym zakazie uczestniczenia w pojedynkach honorowych przez wszystkich członków takowej.

"Duelanckość" Korporacji nie wywiera jednak na jej członkach przymusu bycia "duelantem", z wyjątkiem sytuacji uchwalenia przez Korporację odnośnej uchwały.

## Respublikanie
Do korporacji Respublica należy między innymi dr Piotr Gontarczyk (były zastępca Dyrektora Biura Lustracyjnego IPN) oraz Tomasz Szatkowski.

## Kartele
Respublica zawarła umowy z:
- Rotalią (1913), podpisany 19 stycznia 2002 w Warszawie
- Chrobrią (1921), podpisany 27 marca 2010 w Poznaniu, przedłużony 28 marca 2013 na kolejne trzy lata.